# Formação Jiufotang
A Formação Jiufotang (chinês: 九 佛堂 组, pinyin: jiǔfótáng zǔ) é uma formação geológica do Cretáceo Inferior em Chaoyang, Liaoning, que rendeu fósseis de dinossauros com penas, pássaros primitivos, pterossauros e outros organismos. É um membro do Grupo Jehol. A idade exata do Jiufotang tem sido debatida por anos, com estimativas que vão do Jurássico Superior ao Cretáceo Inferior. He et al. (2004) usaram a radiometria isotópica de argônio para confirmar as estimativas de idade bioestratigráfica. Eles confirmaram o estágio Aptiano do Cretáceo Inferior para a Formação Jiufotang, aproximadamente 120 à 113 milhões de anos atrás. Fósseis de Microraptor e Jeholornis são desta formação.